# Bleed American (singel)
Bleed American – pierwszy singiel Jimmy Eat World z albumu Bleed American (przetytułowanego na Jimmy Eat World), a nazwa piosenki została zmieniona na "Salt Sweat Sugar" po atakach terrorystycznych 11 września 2001, aby nie została błędnie zinterpretowana.

## Lista utworów

### CDpromo
1. Bleed American (album version)
2. Your Home (mis-titled demo rock version)

#### UK CD
1. Salt Sweat Sugar (re-titled album version)
2. Splash, Turn, Twist (non-album)
3. Your House (demo rock version)
4. Salt Sweet Sugar (video)